# Public school

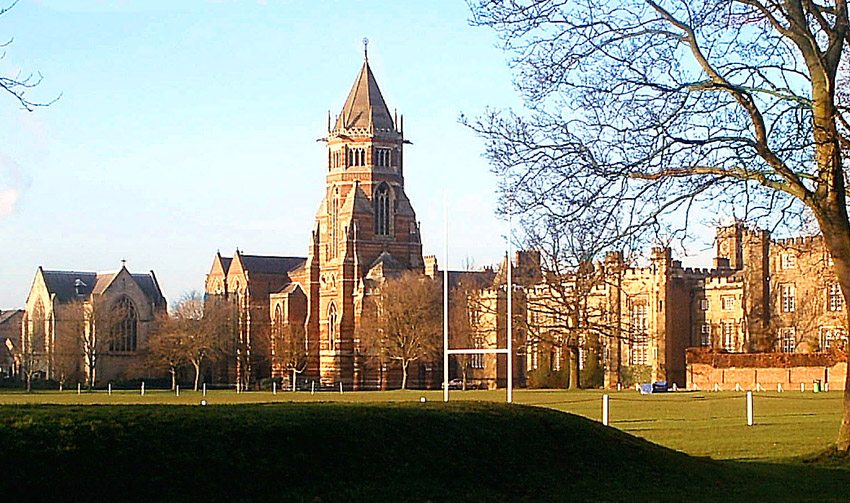
La Rugby School, dove la tradizione vuole che sia nato il gioco del rugby.

Una public school in Inghilterra e in Galles è una scuola secondaria privata, selettiva e spesso antica, il cui preside è membro della Headmasters' and Headmistresses' Conference (HMC). "Pubblica" significa che è aperta a chiunque, purché possa permettersi di pagare la retta. Tradizionalmente, si trattava di scuole maschili dove gli alunni vivevano, ma oggi vengono ricomprese anche scuole femminili e miste, nonché scuole che accettano alunni diurni.
Quando negli almanacchi e negli Who's Who inglesi è indicato che una persona ha studiato privately, questo significa che ha studiato con precettori privati anziché in una scuola. Invece, negli Stati Uniti e in Scozia, dove il sistema delle scuole statali nacque tre secoli prima che in Inghilterra, l'espressione public school indica una scuola appartenente ad un ente locale e destinata ai residenti.

## Storia

### Origini

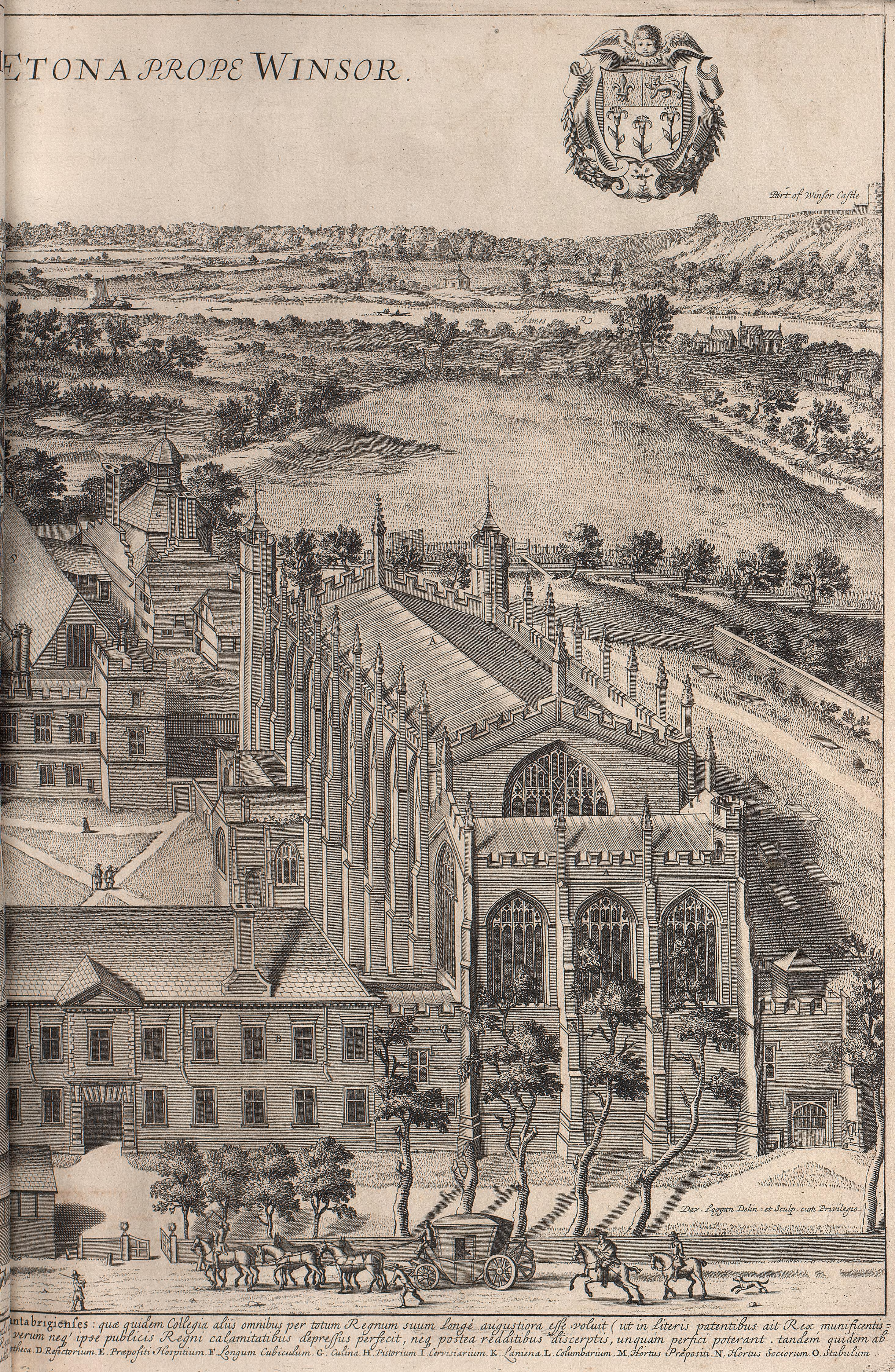
Veduta dell'Eton College del 1690

Le public schools nacquero come scuole per i poveri: erano chiamate "pubbliche", in quanto l'accesso ad esse non era limitato in base alla religione, al mestiere o alla residenza e, inoltre, erano sottoposte ad una gestione o ad un controllo pubblico, mentre le scuole private erano gestite per profitto economico.
Fino al tardo Medioevo, la maggior parte delle scuole erano controllate dalla Chiesa e avevano criteri d'accesso precisi; altre scuole erano riservate ai figli dei membri di una corporazione o di una Livery Company. Il bisogno di formazione professionale in una società sempre più secolarizzata rese necessaria l'istituzione di scuole per i figli della gentry che fossero indipendenti dall'autorità ecclesiastica e aperte a tutti. A partire dal Cinquecento, vennero fondati o ricevettero donazioni collegi maschili aperti a tutti. Tradizionalmente, erano scuole esclusivamente maschili e in maggioranza riservate agli studenti interni. Alcune public schools rivendicano origini antichissime, come The King's School, Canterbury (al 597), The King's School, Rochester (al 604), la St Peter's School, York (intorno al 627), la Sherborne School (intorno al 710 e rifondata nel 1550 da Edoardo VI), la Warwick School (intorno al 914), The King's School, Ely (970 circa) e la St Albans School (948): si trattava di scuole dipendenti da cattedrali e da altre istituzioni religiose.
A partire dagli anni quaranta dell'Ottocento, si svilupparono le preparatory schools (o prep schools) per gli allievi più giovani, mentre l'ingresso alle senior schools fu limitato ai ragazzi che avessero almeno 12 o 13 anni. La prima prep school fu la Windlesham House School, fondata con l'appoggio di Thomas Arnold, preside della Rugby School.
Molte di queste scuole, comprese la Rugby School, la Harrow School e la Perse School, decaddero durante il Settecento e, all'inizio dell'Ottocento, stavano per chiudere. Tuttavia, le proteste apparse sui giornali locali costrinsero i gestori della Perse School a tenerla aperta e un processo del 1837 impose una riforma per evitare gli abusi dello statuto di trust benefico di cui godeva la scuola.

### Età vittoriana
A partire dagli anni trenta dell'Ottocento, nacquero le preparatory schools, che preparavano i ragazzi per entrare nelle senior schools: di conseguenza, queste posero come età minima per l'ammissione quella di 12 o 13 anni. La commissione Clarendon (1861–1864) svolse un'inchiesta su nove fra le più importanti scuole: sette collegi (Charterhouse, Eton, Harrow, Rugby, Shrewsbury, Westminster e Winchester) e due scuole diurne (St Paul's e Merchant Taylors').
In conseguenza della relazione del 1864, il Public Schools Act del 1868 regolamentò le public schools, di cui diede per la prima volta una definizione giuridica: scuole aperte agli studenti paganti di qualunque parte della nazione, in opposizione, per esempio, alle scuole locali, che ammettono solo i ragazzi del luogo, oppure alle scuole religiose, aperte solo ai membri appartenenti ad una certa confessione.
Il Public Schools Act diede ai sette collegi l'autonomia dal diretto controllo dello Stato e della Chiesa anglicana: si trattava della Charterhouse School, dell'Eton College, della Harrow School, della Rugby School, della Shrewsbury School, della Westminster School e del Winchester College. Da allora in poi, ognuno di questi istituti fu retto da un consiglio di amministrazione. Invece, la St Paul's School e la Merchant Taylors' School riuscirono a dimostrare che il loro statuto le rendeva scuole "private", e perciò furono escluse dai requisiti della legge in questione.
Nel 1887 la corte d'appello decise che anche la City of London School era una public school. Sulla scia della Clarendon Commission fu nominata la Taunton Commission per esaminare le rimanenti 782 grammar schools costituite in forma di fondazioni, che elaborò una serie di raccomandazioni per riformare queste fondazioni. Queste raccomandazioni furono inserite, con qualche modifica, nell'Endowed Schools Act del 1869.

### Il XX secolo

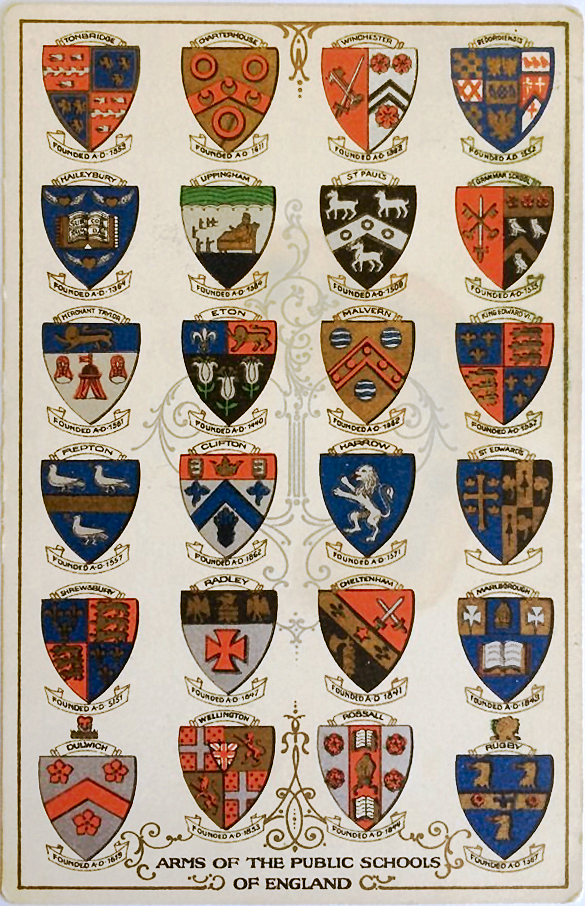
Gli stemmi di 24 public schools in una cartolina del 1911

Il Fleming Report del 1944 definì una public school come un membro della Governing Bodies Association o della Headmasters' Conference. Basandosi sulle indicazioni di tale relazione, l'Education Act del 1944 istituì un nuovo regime giuridico alle grammar schools indipendenti che ricevevano sussidi dallo stato.  Le direct grant grammar schools avrebbero ricevuto un sussidio statale in cambio dell'ammissione di una quota di allievi (25-50%) dalle scuole elementari statali.
Il film del 1968 Se..., che metteva alla berlina gli aspetti peggiori della vita delle public schools inglesi, e culminava nella scena di un'insurrezione armata, vinse la Palma d'oro al Festival di Cannes del 1969. Questa sfida coincise con la recessione degli anni settanta e con la politica del governo laburista di separazione fra settore statale e privato.
Quando il direct grant fu abolito nel 1975, le scuole che aderivano al programma divennero completamente indipendenti. Contestualmente venne ordinato agli enti locali di cessare il sussidio alle scuole indipendenti. Il direct grant fu parzialmente reintrodotto fra il 1981 ed il 1997.
Molti collegi iniziarono ad ammettere anche allievi diurni ed altri abolirono del tutto l'internato. Alcune scuole cominciarono ad accettare anche le ragazze al triennio delle superiori, mentre altre sin dal primo anno.
Il sistema del cosiddetto fagging, cioè l'abitudine secondo cui gli allievi più giovani dovevano fare da servitori a quelli più vecchi, venne gradualmente abbandonata negli anni settanta e ottanta. Le punizioni corporali, che erano state proibite nelle scuole statali nel 1986, vennero anch'esse abbandonate nella maggior parte delle public schools prima che venissero ufficialmente proibite nel 1999.

## Rapporto con le classi dirigenti
Le public schools sono strettamente legate con le classi dirigenti britanniche. Storicamente, esse educavano i figli della classe alta e medio-alta. In particolare, i figli degli alti ufficiali e dei funzionari civili dell'Impero britannico studiavano in Inghilterra mentre i loro padri svolgevano i loro incarichi nelle colonie. Solo a partire dal 1964 la maggioranza dei primi ministri britannici ha iniziato a provenire da scuole statali.
Fino alla seconda guerra mondiale, il ruolo determinante delle public schools nel preparare i futuri membri della classe dirigente britannica faceva sì che il tipo di educazione da esse offerto, in particolare il rilievo dato alla cultura classica e alle buone maniere, diventassero marchi distintivi di tale classe sociale.